# Ветланда (комуна)
Комуна Ветланда (швед. Vetlanda kommun) — адміністративно-територіальна одиниця місцевого самоврядування, що розташована в лені Єнчепінг у південній Швеції.
Ветланда 67-а за величиною території комуна Швеції. Адміністративний центр комуни — місто Ветланда.

## Населення
Населення становить 26 297 чоловік (станом на вересень 2012 року). 
| Кількість населення комуни Ветланда за 1970-2010 роки | Кількість населення комуни Ветланда за 1970-2010 роки | Кількість населення комуни Ветланда за 1970-2010 роки | Кількість населення комуни Ветланда за 1970-2010 роки | Кількість населення комуни Ветланда за 1970-2010 роки |
| ----------------------------------------------------- | ----------------------------------------------------- | ----------------------------------------------------- | ----------------------------------------------------- | ----------------------------------------------------- |
| Рік                                                   |                                                       |                                                       | Населення                                             |                                                       |
| 1970                                                  | 1970                                                  |                                                       | 28 860                                                | 28 860                                                |
| 1975                                                  | 1975                                                  |                                                       | 28 532                                                | 28 532                                                |
| 1980                                                  | 1980                                                  |                                                       | 28 736                                                | 28 736                                                |
| 1985                                                  | 1985                                                  |                                                       | 27 965                                                | 27 965                                                |
| 1990                                                  | 1990                                                  |                                                       | 28 023                                                | 28 023                                                |
| 1995                                                  | 1995                                                  |                                                       | 27 825                                                | 27 825                                                |
| 2000                                                  | 2000                                                  |                                                       | 26 624                                                | 26 624                                                |
| 2005                                                  | 2005                                                  |                                                       | 26 459                                                | 26 459                                                |
| 2010                                                  | 2010                                                  |                                                       | 26 304                                                | 26 304                                                |
| Джерело: SCB                                          |                                                       |                                                       |                                                       |                                                       |

## Населені пункти
Комуні підпорядковано 12 міських поселень (tätort) та низка сільських, більші з яких:
- Ветланда (Vetlanda)
- Екенесшен (Ekenässjön)
- Ландсбру (Landsbro)
- Гольсбібрунн (Holsbybrunn)
- Корсберґа (Korsberga)
- Миреше (Myresjö)

## Галерея

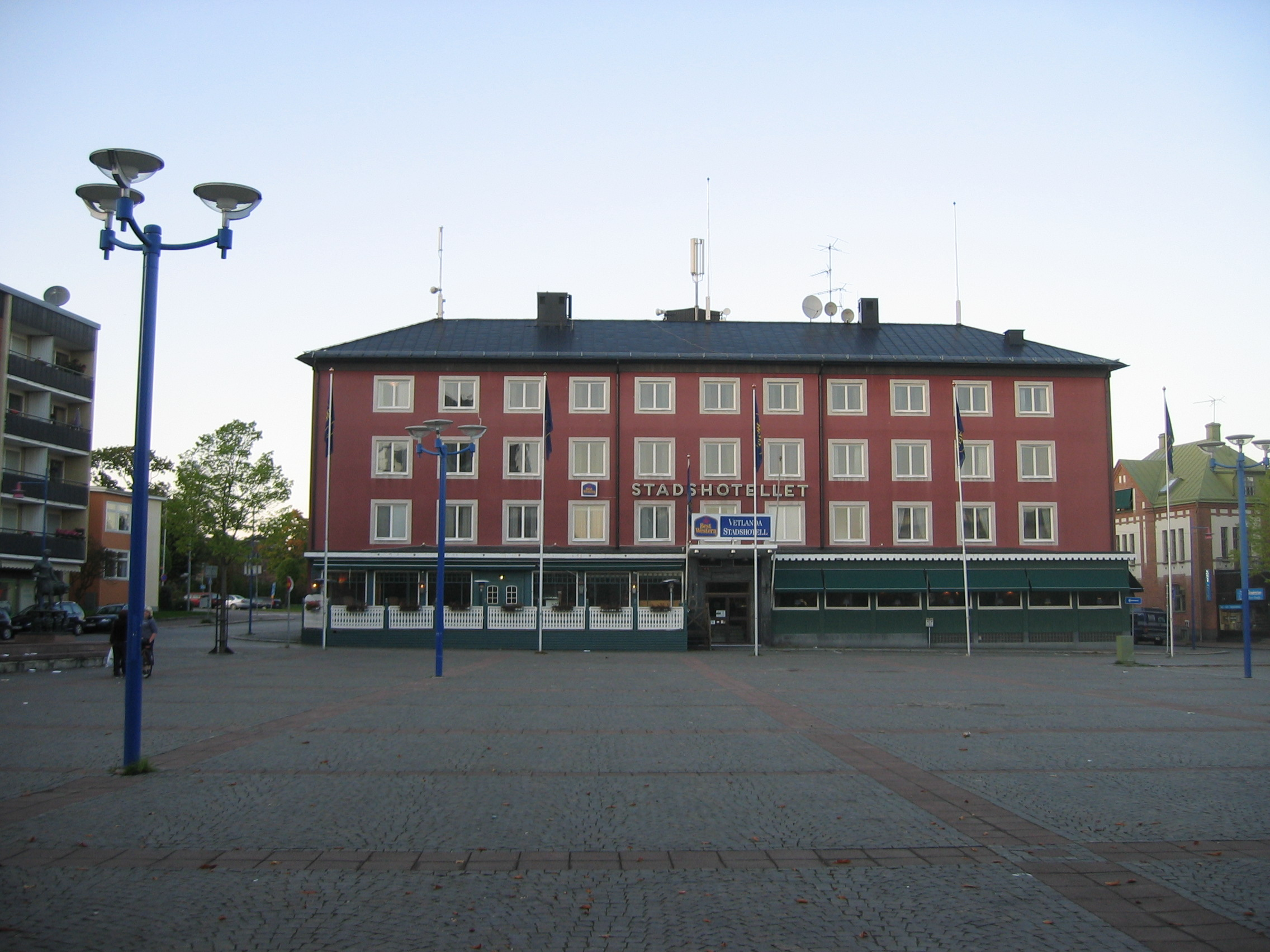
Ветланда
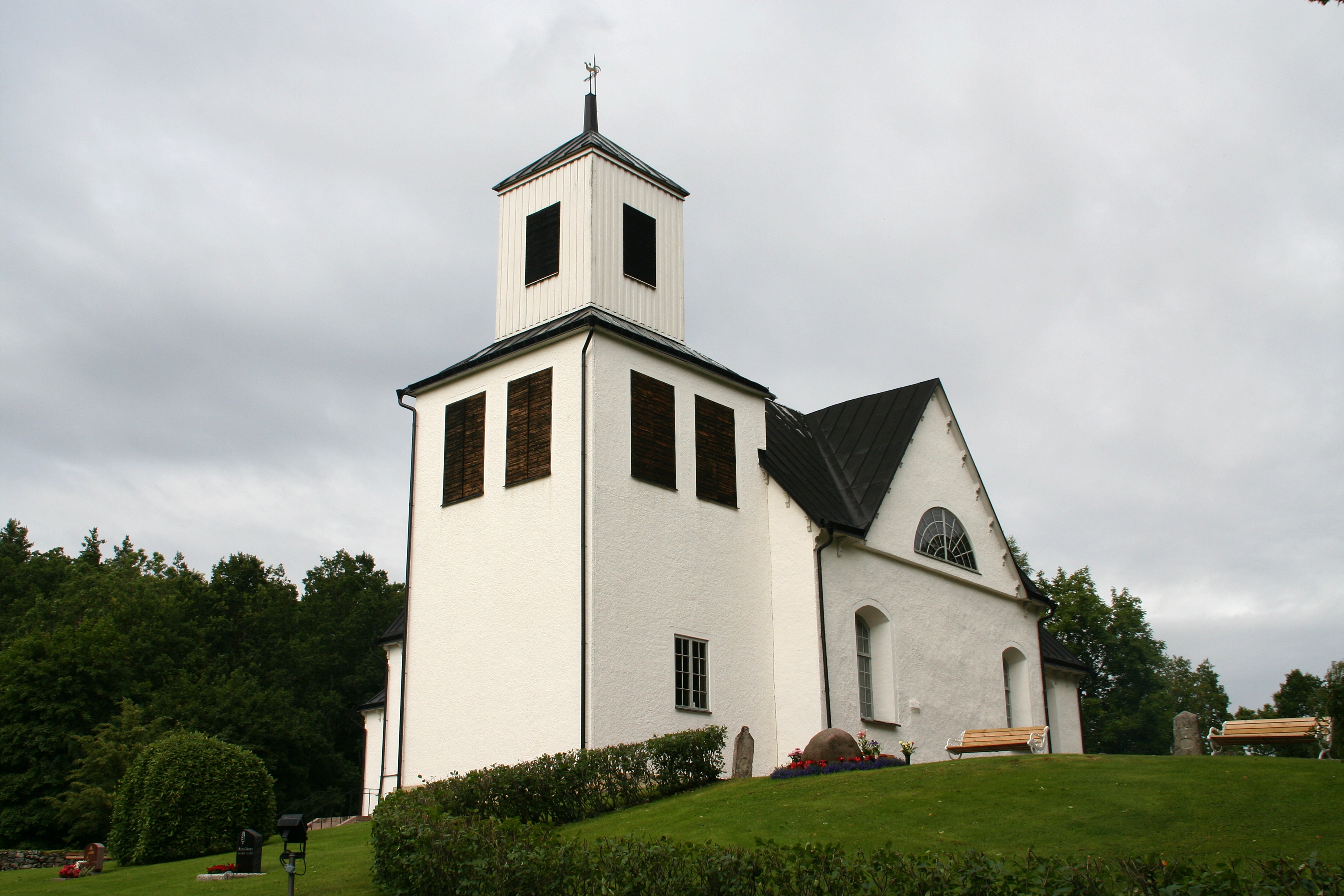
Церква (Несбю)
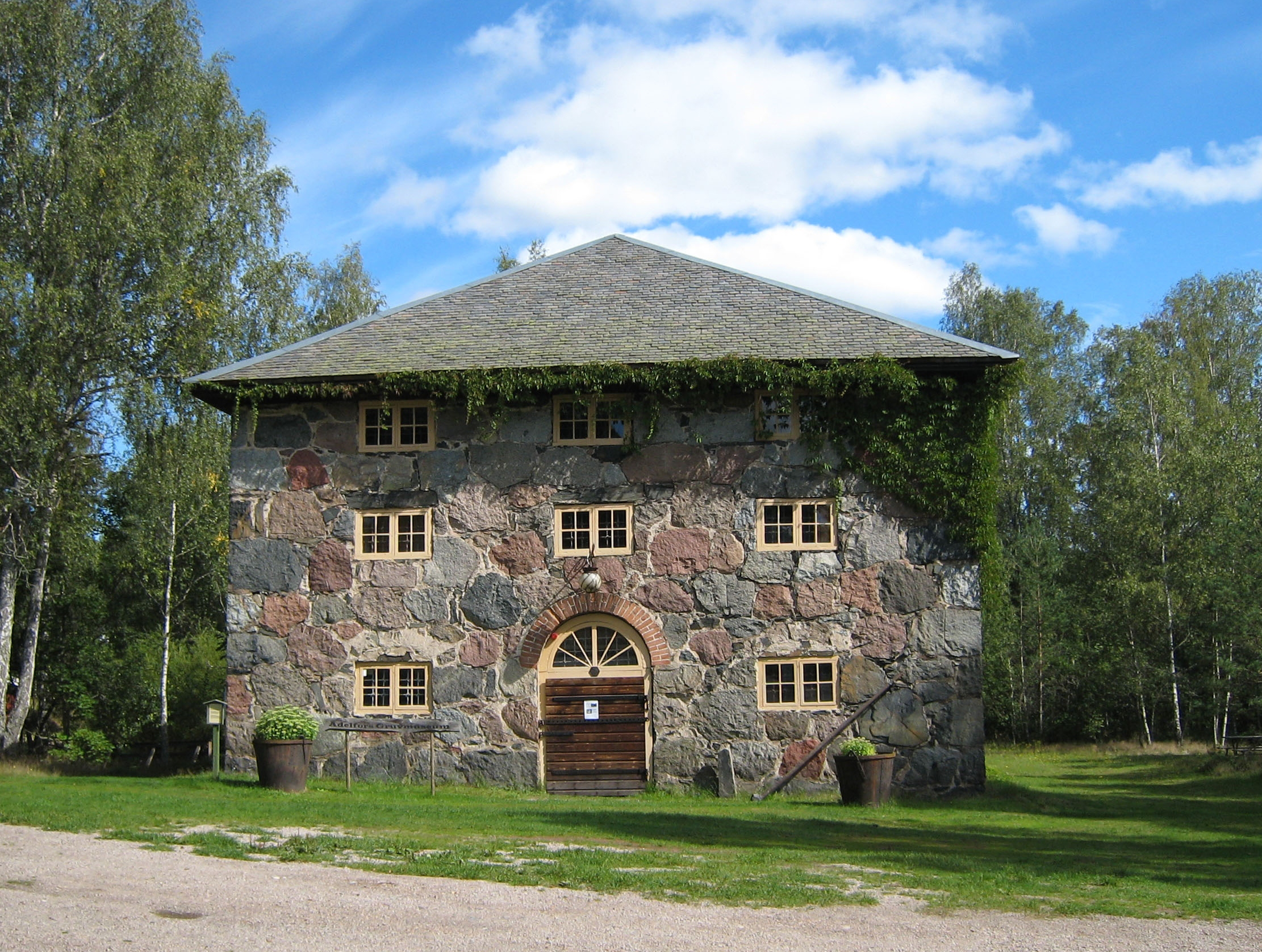
Пам'ятка архітектури в Едельфорсі

## Виноски
1. ↑  Andersson P. Sveriges kommunindelning 1863-1993 — Mjölby: Draking, 1993. — 132 с. — ISBN 978-91-87784-05-7
2. ↑  Folkmangd i riket, lan och kommuner (шв.) . Центральне бюро статистики Швеції. Архів оригіналу за 20 серпня 2013. Процитовано 22 лютого 2013.